# Uroleucon nigrotibium
Uroleucon nigrotibium är en insektsart som först beskrevs av Olive 1963.  Uroleucon nigrotibium ingår i släktet Uroleucon och familjen långrörsbladlöss. Inga underarter finns listade i Catalogue of Life.